# Kapradina hrálovitá
Kapradina hrálovitá (Polystichum lonchitis) patří mezi kapradiny z čeledi kapraďovité (Dryopteridaceae) a lze ji zaměnit za jednoho z dalších dvou zástupců rodu. Jsou jimi kapradina laločnatá (Polystichum aculeatum) a kapradina Braunova (Polystichum braunii). Tyto dva druhy se liší od níže popisované tím, že jejich listy jsou 2x-3x zpeřené a dlouze řapíkaté.

## Popis
Kapradina hrálovitá patří mezi vytrvalé rostliny a dosahuje výšky od 10 do 50 cm.
Listy jsou přezimující, jedenkrát zpeřené s velmi krátkým řapíkem.
Povrch čepele je kožovitý, je jedenkrát zpeřená, v obrysu čárkovitě až úzce podlouhlá a směrem k bázi se zužuje. Její svrchní strana je lysá, spodní naopak plevnatá. Kožovité pleviny, které nalezneme na řapících a rubu listu jsou žlutavě až rezavě hnědě zbarvené.
Počet lístků se pohybuje mezi patnácti až čtyřiceti na každé straně. Tvarem jsou výrazně asymetrické, buď na bázi srpovitě zahnuté, nebo oboustranně hrálovité směrem k vrcholu listu. Na něm jsou pak špičaté a jejich okraj je nepravidelně pilovitě zubatý. Výtrusnicové kupky nalezneme zhruba v horní třetině listu, jsou uspořádány v 1-2 řadách při bázi lístků, ve středu a na vrcholu jsou seskupeny v jedné řadě mezi okrajem lístku a střední žilkou.
Doba zralosti spor se odhaduje na rozmezí červen-září.

## Výskyt
Tuto krásnou kapradinu můžeme nalézt téměř po celé Evropě, zejména v horách střední a jižní Evropy, ve Skandinávii, Grónsku, na Islandu a roztroušeně v Asii a severní Americe.
V České republice vyhledává lesní světliny při horní hranici lesa, a to od horského do subalpínského stupně, dále pak kosodřeviny. V pahorkatinách ji nalezneme vzácněji a pokud se vyskytuje v nižších polohách, je to pouze přechodně a zvláště na antropogenních stanovištích. Mezi horské oblasti ČR, kde ji vzácně najdeme, patří oblast Krkonoš a Jeseníků.
Vyhledává vlhké, suťové, vápnité a humózní půdy.

## Ohrožení a ochrana
Tento druh kapradiny patří v Česku mezi chráněné a velmi ohrožené druhy. Ohrožení je způsobeno zejména změnami biotopů, přičemž v nižších polohách se na něm může podílet lidská činnost, např. těžba dřeva, a v polohách horských pak sešlap a eroze během zkracování turistických cest. Rizikem pro tento druh je v České republice už jeho samotná vzácnost.